# Stenoporpia noctiluca
Stenoporpia noctiluca är en fjärilsart som beskrevs av Druce 1892. Stenoporpia noctiluca ingår i släktet Stenoporpia och familjen mätare. Inga underarter finns listade i Catalogue of Life.